# Стивашница
Стивашница (хрв. Stivašnica) је насељено место у општини Рогозница, Шибенско-книнска жупанија, Хрватска.

## Историја
До територијалне реорганизације у Хрватској била је у саставу старе општине Шибеник. Као самостално насеље Стивашница постоји од пописа 2011. године. Настао је издвајањем дела насеља Ражањ.

## Становништво
У попису становништва из 2011. године, Стивашница је имала 47 становника.